# Powiat Glogau

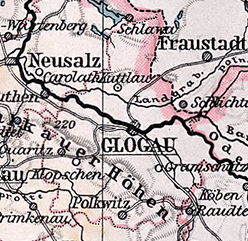
Kreis Glogau, 1905 r.

Powiat Glogau (niem. Kreis Glogau, pol. powiat głogowski) – niemiecki powiat istniejący w okresie od 1741 do 1945 r. na terenie prowincji śląskiej i dolnośląskiej.
Powiat Glogau utworzono w rejencji legnickiej pruskiej Prowincji Śląsk. W 1920 r. utworzono powiat miejski w Głogowie. W 1932 r. powiat powiększono kosztem sąsiednich jednostek. Od 1945 r. terytorium powiatu znajduje się pod administracją polską.
W 1910 r. powiat obejmował 244 gmin o powierzchni 935,92 km² zamieszkanych przez 75.811 osób.